# Nazionale femminile di pallavolo della Moldavia
La nazionale femminile di pallavolo della Moldavia è una squadra europea composta dalle migliori giocatrici di pallavolo della Moldavia ed è posta sotto l'egida della Federazione pallavolistica della Moldavia.

## Risultati
La nazionale femminile di pallavolo della Moldavia non ha mai partecipato ad alcuna competizione.